# Red Wierenga
Stephen „Red“ Wierenga (* 1980 in Rochester) ist ein US-amerikanischer Jazzmusiker (Akkordeon, Piano, Keyboard, Elektronik).

## Leben und Wirken
Wierenga erwarb den Bachelor of Music an der Eastman School of Music, wo er Unterricht bei Harold Danko und Ralph Alessi hatte. In dieser Zeit trat er als Solist mit dem Rochester Philharmonic Orchestra, dem Eastman School Studio Orchestra und der Formation Ossia auf; außerdem arbeitete er mit Dave Holland, Wycliffe Gordon und Ben Monder. Daneben beschäftigte er sich mit der Transkription, Arrangement und Aufführung von Kompositionen und Aufnahmen relativ unbekannter Jazzpianisten wie Richard Twardzik und Herbie Nichols. Nach Abschluss seines Studiums 2002 war Wierenga zunächst als Rundfunkmoderator beim Sender Jazz90.1 in Rochester tätig, bevor er 2004 in die Niederlande zog, wo er Elektronische Musik am Institut für Schall- und Klangwissenschaft am Königlichen Konservatorium in Den Haag bei Joel Ryan studierte. In dieser Zeit konstruierte er den Respectron, ein Interface zur gestischen Kontrolle elektronischer Musik. Nach seiner Rückkehr nach New York City 2005 arbeitete er mit verschiedenen Formationen wie dem Respect Sextet und Wierenga Manœuvre, in denen er sein elektroakustisches Instrumentarium weiterentwickelte. 2011 begann er sein Doktorandenstudium in Komposition am CUNY Graduate Center. Gegenwärtig (2015) ist er Mitglied im Claudia Quintet. Von ihm entwickelte elektronische Klanggeräte werden u. a. von Keith Rowe und Jim Black verwendet. Im Bereich des Jazz war er zwischen 2002 und 2013 an neun Aufnahmesessions beteiligt, u. a. mit Dave Rivello.

## Diskographische Hinweise
- The Respect Sextet: The Full Respect (Roister, 2003)
- Salo: Sundial Lotus (Innova, 2009), mit Alex Hamlin, Ed Rosenberg, Josh Rutner,  Andrew Smiley, Ben Gallina, Alex Wyatt
- The Respect Sextet: Play the Music of Sun Ra & Stockhausen – Sirius Respect (Mode Avant, 2009), mit Malcolm Kirby, Ted Poor, Josh Rutner, James Hirschfeld, Eli Asher
- The Claudia Quintet: September (Cuneiform Records, 2013)